# الروضة (الأحساء)
الروضة حي في الهفوف في المنطقة الشرقية في المملكة العربية السعودية.

## الموقع
يقع حي الروضة في مدينة الهفوف بمحافظة الأحساء غرب طريق الملك عبد الله وشمال طريق الرياض، ويقع حي الصالحية في الناحية الشمالية منه، وحي الرويضة وحي الشهابية على الناحية الشرقية، وحي المثلث في الناحية الغربية ، ويقع حي المزروع في الناحية الجنوبية منه .

## المرافق
مجمع الأمير فيصل بن فهد الرياضي، ومجلس أسرة الجعفري الطيار بالأحساء، ومسجد الروضة 1، ومسجد الروضة 2، ومسجد الأحمد، وجامع الروضة، ومسجد الفضيل بن عياض، ومسجد الجوهرة النعيم، ومدرسة الأمير محمد بن فهد بن عبد العزيز، ومدرسة ابن زيدون، ومدرسة نور الهدي الهندية، وحديقة حي الروضة، والإدارة العامة للتعليم بمحافظة الإحساء بنين، والمدرسة الحادية عشر الثانويه (بنات )، ومدرسة الإمام الطحاوي الثانوية للبنين.